# Momcsilló Tapavicza
Momcsilló Tapavicza oder Momčilla Tapavicza (* 14. Oktober 1872 in Nádalja; † 10. Januar 1949 in Pula) war ein ungarischer Tennisspieler, Gewichtheber, Ringer und Architekt mit serbischem Ursprung.
Tapavicza nahm an den Olympischen Spielen 1896 in Athen teil. Im Tennis-Einzelwettbewerb gewann Tapavicza Bronze. In der ersten Runde schlug er den Griechen D. Frangopoulos, ein weiteres Spiel gewann er kampflos. Im Semifinale unterlag er Dionysios Kasdaglis. Die unterlegenen Halbfinalisten wurden als Dritte angesehen und so wurde er zusammen mit dem Griechen Konstantinos Paspatis zum Bronzemedaillengewinner.
Im zweihändigen Gewichtheberwettbewerb wurde Tapavicza mit einem gehobenen Gewicht von weniger als 90 kg Fünfter. Er trat verletzt an, da er sich vorher beim Heben eines Gewichtes mit nur einer Hand einen Muskelfaserriss zugezogen hatte.

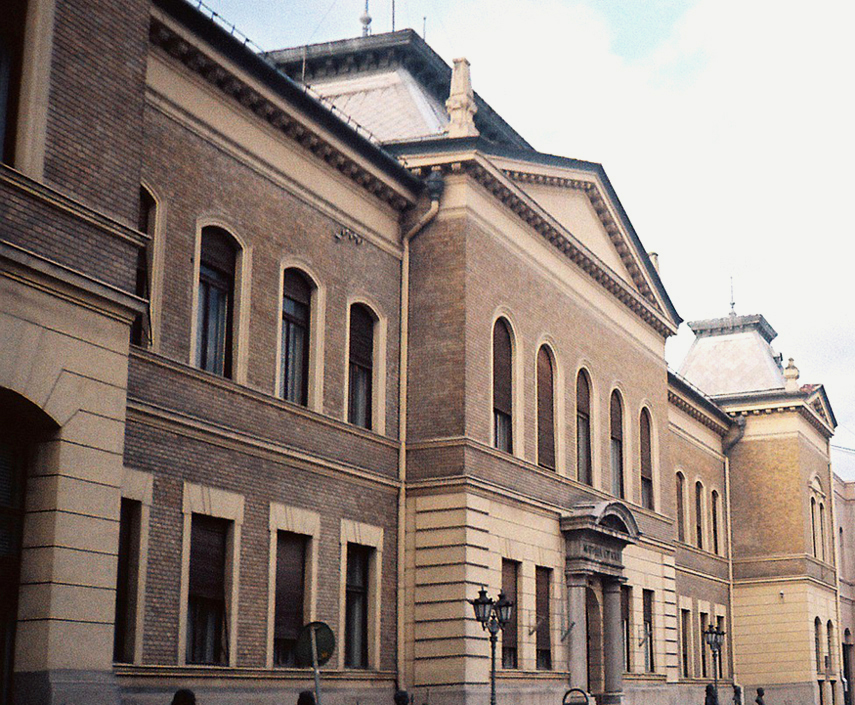
Matica-srpska-Gebäude in Novi Sad, konzipiert von Tapavicza

Im Ringerwettbewerb verlor er gegen Stefanos Christopoulos und wurde er Letzter.
Zu der Zeit, als Tapavicza an den Spielen teilnahm, war er Serbe, studierte aber in Budapest und trat als ungarischer Wettkämpfer an. Die Region Vojvodina, in der er lebte, gehörte bis 1918 noch zu Österreich-Ungarn. Inoffiziell gilt Tapavicza als der erste Vertreter Serbiens bei den Olympischen Spielen.
Nach der Sportkarriere wurde Tapavicza Architekt. Er entwarf Gebäude in Serbien und Marokko, z. B. das Matica Srpska-Gebäude in Novi Sad.